# Le Donjon de Naheulbeuk : L'Amulette du Désordre
Le Donjon de Naheulbeuk : l'Amulette du désordre est un jeu vidéo de type dungeon crawler et tactical RPG développé par Artefacts Studio et édité par Dear Villagers, sorti sur Windows en 2020. Il est basé sur l'univers de fantasy parodique du Donjon de Naheulbeuk créé par John Lang.

## Scénario
Le jeu met en scène une histoire inédite dans l'univers de la saga MP3 Le Donjon de Naheulbeuk. Dans celle-ci, sept aventuriers (le Ranger, le Barbare, l'Elfe, le Nain, la Magicienne, l'Ogre et le Voleur) partent à la recherche de la statuette de Gladeulfeurha. Au cours de leur aventure, ils croiseront les PNJ iconiques et pourront explorer le fameux donjon de Naheulbeuk avec l’amulette du désordre.

## Système de jeu
Le Donjon de Naheulbeuk : l'Amulette du désordre prend la forme d'un tactical RPG. Il s'inspire de mécaniques de jeux vidéo de rôle éprouvées dans des séries de jeu comme X-COM ou Divinity en leur adjoignant une dimension parodique. Le jeu propose de combattre plus d'une centaine d'ennemis différents ainsi que des boss. Il met l'accent sur la coopération entre les différents aventuriers et leurs compétences variées. Dans le décor, des objets destructibles permettent de nouvelles tactiques à travers leurs effets (feu, poison, bière...). Chaque personnage dispose de son propre arbre d'évolution des compétences et de son équipement.
Le jeu propose une difficulté adaptable : d'un mode « Histoire » pour les joueurs voulant profiter principalement du scénario jusqu'à un mode « Cauchemar » pour les joueurs adeptes de challenge.

## Développement
Un jeu vidéo adapté du Donjon de Naheulbeuk était envisagé en même temps que le projet de série animée. C'est finalement un projet de jeu basé sur l'adaptation en bandes dessinées de la licence qui démarre en 2017. Le Donjon de Naheulbeuk : l'Amulette du désordre est annoncé en juin 2018 lors de la Gamescom. Il est développé par le studio lyonnais Artefacts Studio et est édité par Dear Villagers. Le créateur de l'univers, John Lang, est chargé du scénario du jeu.

## Bande-son
La musique du jeu reprend des titres de la saga MP3 originale ainsi que des compositions du Naheulband et des créations originales.
Entre autres personnes, le doublage français du jeu est notamment assuré par Franck Pitiot et Jacques Chambon (de la série Kaamelott) ainsi que par les vidéastes Benzaie et Bob Lennon.